# Дидие Доми
Дидие Доми (роден на 2 май 1978 г. в Сарсел, Франция) е френски футболист, който играе за Олимпиакос.

## Кариера
Бившият френски юношески национал се присъединява към Пари Сен Жермен през 1994 г. и прави дебюта си на 1996 г.
Следващият сезон той играе по време КНК в първата среща на ПСЖ срещу Ливърпул в който ПСЖ печели с 3-0.
Играе също и на финала където Пари Сен Жермен губи от Барселона. През 1998 печели Купата на Франция и Купата на лигата на Франция с ПСЖ.
Добрите му представи се забелязват от ФК Нюкасъл Юнайтед и през 1998 преминава там за 6 м. евро.
Прави добър старт, но не успява да се наложи и през 2001 се връща в Пари Сен Жермен отново за 6 м. евро. Поради контузии мачовете му са малко и през 2003-2004 отива под наем в АФК Лийдс Юнайтед, но и там за него нещата не се получават.
През 2004 г. преминава в Еспаньол и най-накрая през 2005 г. се преборва за титулярно място и помага на отбора да спечели Копа дел Рей. После преминава в Олимпиакос, където подписва 3-годишен договор. През 2010 е изгонен от Олимпиакос, след като губи титулярното си място от Раул Браво.
От 2011 играе в американския Ню Ингланд Революшън.

## Постижения
Пари Сен Жермен
- КНК Финалист: 1997 г.
- Купа на Франция Носител: 1998 г.
- Купата на лигата на Франция Носител: 1998 г.

Еспаньол
- Копа дел Рей Носител: 2006 г.

Олимпиакос
- Гръцка Суперлига Носител: 2006-07, 2007-08, 2008-09
- Купа на Гърция Носител: 2007-08, 2008-09